# Gare de Centralia
La  gare de Centralia est une gare ferroviaire des États-Unis située dans la ville de Centralia dans l'État de Washington; Elle est desservie par Amtrak. C'est une gare avec personnel.

## Histoire
Elle est construite en 1912 par la Northern Pacific Railway.

## Service des voyageurs

### Desserte
- Lignes d'Amtrak[1] :
  - Le Cascades: Eugene - Vancouver
  - Le Coast Starlight: Los Angeles - Seattle